# Hablitzieae
Hablitzieae, maleni tribus zeljastog bilja iz porodice Amaranthaceae, koji se sastoji od četiri geografski raspršene vrste smještena svaka u svoj rod. Tipični je Hablitzia iz Turske, Kavkaza i Irana. Ostale vrste rastu po Sjevernoj Americi, Africi i Europi.

## Rodovi
1. Aphanisma Nutt. ex Moq., 1; Kalifornija, Meksiko
2. Hablitzia M.Bieb., 1
3. Oreobliton Durieu & Moq., 1; Alžir, Tunis
4. Patellifolia A.J.Scott, Ford-Lloyd & J.T.Williams, 1; Španjolska, Sicilija, sjeverna Afrika